# 野上俊夫 (心理学者)

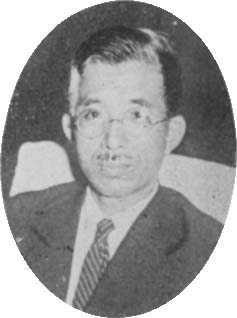
野上俊夫

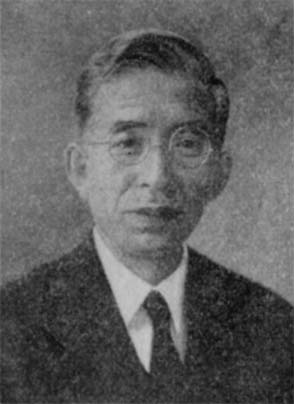
野上俊夫

野上 俊夫（のがみ としお、1882年5月2日－1963年5月24日）は、日本の心理学者、京都帝国大学名誉教授。
新潟県佐渡出身。会津八一は新潟中学校の同級生。第一高等学校を経て、1906年東京帝国大学文学部心理学科卒。1911年京都帝大助教授、1915年米国へ留学、1917年教授、1942年定年退官、名誉教授、浪速大学（現在の大阪府立大学）教授、京都女子大学教授。米国の青年心理学者スタンリー・ホールの影響を受け、実際的な心理学を目指した。

## 著書
- 『実験心理学講義』上野陽一共著　同文館　1909
- 『教育的実験心理学』京都府教育会　1912
- 『叙述と迷信』弘道館　1912
- 『欧米教育の印象』岩波書店　1919
- 『青年心理講話』弘文堂書房　1919
- 『道徳思想の発達』有永真人編　弘道館　1923
- 『凶災と心理』大阪毎日新聞社・東京日日新聞社　1924　学術叢書
- 『道徳思想発達史論』日本青年館　1924
- 『大戦後の欧洲婦人』山口県　1928
- 『青年心理』偕行社　1932
- 『児童の情操とその教育　児童教育講座』叢文閣　1936
- 『青年の心理と教育』同文書院　1937
- 『統合心理学 新制準拠』永沢金港堂　1937
- 『文化と頽癈』大阪府教護聯盟　1937　教護パンフレット

## 論文
- 「ヘッケルの『生命の不思議』」 『哲学雑誌』 第227号 - 第231号 1906
- 「乙竹岩造氏の実験教育学を読む」 『教育学術界』 第19巻 2号 - 3号 1909
- 「乙竹氏の答弁を読む」 『教育学術界』 第19巻 4号 1909
- 「乙竹氏の再度の答弁を読む」 『教育学術界』 第19巻 5号 1909
- 「乙竹岩造氏の実験教育学に対する予の批評について」 『教育学術界』 第19巻 6号 1909
- 「実験教育学を論ず」 『芸文』 創刊号 1910
- 「神秘主義管見」 『芸文』 第1巻 5号 1910
- 「叙述の心理」 『教育学術界』 第22巻 5号 1911
- 「再び叙述の心理に就きて」 『教育学術界』 第23巻 3号 1911
- 「透視の実験に就て」 『芸文』 第2巻 2号 1911
- 「児童の実験研究」 『教育学術界』 第23巻 3号・第24巻 2号 (臨時増刊・最近学芸大観 1911)
- 「京都市六小学校に於ける新入児童の調査 (上下)」 『心理研究』第1巻 2号 - 3号 1912
- 「アルフレッド・ビネー」 『芸文』 第3巻 8号 1912
- 「実験教育学の現状」 『帝国教育』 第356号 1912
- 「新しき幼稚園の試み (1) - (6)」 『教育学術界』 第25巻 5号 1912 - 第26巻 6号 1913
- 「スタンレー・ホール氏の学説について」 『心理研究』 第3巻 5冊 (通巻17号 1913)
- 「リボー先生の思い出」 『哲学研究』 第2巻 5号 1917
- 「感情の心理 (リボーの学説)」 『哲学研究』 第2巻 8号 1917
- 「ストゥンプの情意説」 『哲学研究』 第3巻 4号 - 5号 1918
- 「仮名とローマ字」 『心理研究』 第13巻 4冊 (通巻 76号 1918)・第14巻 6冊 (通巻 84号 1918)
- 「読み方の難易に関する実験について」 『哲学研究』 第4巻 6号 1919
- 「基本的と付加的と」 『哲学研究』 第5巻 1号 1920
- 「仮名とローマ字の書き方の速度に関する研究」 『日本心理学雑誌』(京都帝大版) 第1巻 4号 1920
- 「仏国現代の心理学」 『哲学雑誌』 第405号 - 406号 1920
- 「抽象的心理学と具体的心理学」 『哲学研究』 第7巻 6号 1922
- 「生殖と恋愛」 『神経学雑誌』 第21巻 8号 1922
- 「具体的人生の研究」 『哲学研究』 第9巻 8号 1924
- 「輓近心理学の諸傾向」 『哲学研究』 第9巻 8号 1924
- 「宗教と残酷との関係についての一考察」 『松本亦太郎博士在職25年記念 心理学及芸術の研究 (下巻)』改造社 1931
- 「心身の性別」「性教育の問題 (シンポジウム提案)」 『岩波講座教育科学・第12冊』 岩波書店 1932

## 記念文集
- 『野上俊夫先生記念録』野上俊夫先生記念録編纂世話人会 1965

## 参考
- デジタル版日本人名大事典:
- 『京大文学部の百年』
- 『邦文心理学文献目録稿』 国立国会図書館支部上野図書館 1953
- 岡本春一 「野上俊夫」 日本の心理学刊行委員会編 『日本の心理学』 日本文化科学社 1982 pp.26 - 32
- 大泉溥 編 編『日本心理学者事典』クレス出版、2003年、832頁。ISBN 4-87733-171-9。